# 北松县
北松县，是寮国南部的一个县份，由占巴塞省管辖，位于波羅芬高原西北部，海拔约1,200米，年降雨量超过3,700毫米:101。